# GPUGRID
GPUGRID ist ein naturwissenschaftliches Projekt der Universität Pompeu Fabra, mittels der Technik des verteilten Rechnens Molekulardynamik zu simulieren. Eines der Forschungsthemen befasst sich mit der Krebsforschung, indem Mechanismen der Arzneimittelresistenz und Fehlfunktionen in Zellsignalwegen aufgedeckt werden sollen. Ein weiteres Projekt beschäftigt sich mit der Simulierung der Protease, um Mechanismen der HIV-Erkrankung aufzuschlüsseln.

## Technik
Das Projekt setzt heute auf die Rechenkapazitäten der Grafikprozessoren des Herstellers Nvidia. Dabei gibt es Anwendungen für Windows und 64-Bit-Linux. 
Ursprünglich führte das Projekt unter dem Namen PS3GRID auch die Möglichkeit, Berechnungen auf der PlayStation 3 durchzuführen. Dieses Projekt wurde aber eingestellt, nachdem Sony die Möglichkeit zur Installation von Linux auf der PlayStation 3 einstellte.